# 데즈먼드 루엘린
데즈먼드 윌킨슨 루엘린(영어: Desmond Wilkinson Llewelyn, 1914년 9월 12일 ~ 1999년 12월 19일)은 영국 웨일스 출신의 배우이다. 영화 007 시리즈의 Q 역으로 잘 알려져 있으며, 1963년 《007 위기일발》서부터 1999년 《007 언리미티드》에 이르기까지 Q 역을 연기하였다. 1999년에 교통사고로 사망하였다.

## 출연 작품
- 007 언리미티드 (1999)
- 007 네버 다이 (1997)
- 007 골든 아이 (1995)
- 007 살인면허 (1989)
- 리오의 도망자 (1988)
- 007 리빙 데이라이트 (1987)
- 007 뷰 투 어 킬 (1985)
- 007 옥터퍼시 (1983)
- 007 유어 아이스 온리 (1981)
- 007 문레이커 (1979)
- 007 나를 사랑한 스파이 (1977)
- 007 황금총을 가진 사나이 (1974)
- 007 다이아몬드는 영원히 (1971)
- 007과 여왕 (1969)
- 치티 치티 뱅 뱅 (1968)
- 007 두번 산다 (1967)
- 007 선더볼 작전 (1965)
- 007 골드핑거 (1964)
- 007 위기일발 (1963)
- 늑대인간의 저주 (1961)
- 셔우드의 검 (1960)
- 햄릿 (1948)
- 한여름 밤의 꿈 (1947)
- 한여름 밤의 꿈 (1946)